# Бушівка (зупинний пункт)
Бушівка (біл. Бушаўка) — пасажирський залізничний зупинний пункт Гомельського відділення Білоруської залізниці на електрифікованій лінії Гомель — Жлобин між зупинним пунктом Череток та станцією Буда-Кошельовська. Розташований у селі Березина, за 1,7 км на північний захід від села Бушівка Буда-Кошельовського району Гомельської області.